# Louise Danneskiold-Samsøe
Louise Danneskiold-Samsøe (22. september 1796, Gisselfeld – 11. marts 1867, Primkenau, Schlesien) var en dansk adelskvinde, der var datter af Christian Conrad Sophus Danneskiold-Samsøe (1774-1823) i hans ægteskab med Johanne Henriette Valentine Kaas (1776-1843). Hun var hertuginde af Slesvig-Holsten-Sønderborg-Augustenborg som ægtefælle til Hertug Christian August 2. af Slesvig-Holsten-Sønderborg-Augustenborg (1798-1869).